# 高黎贡山隧道 (大瑞铁路)
高黎贡山隧道是大瑞铁路位于怒江车站和龙陵车站之间的一座隧道，跨越保山市龙陵县全境后进入德宏傣族景颇族自治州芒市，是中缅铁路大理至瑞丽段的重点控制性工程，总长34.586千米，开工时是中华人民共和国在建的最长单线铁路隧道，在Ⅰ线通车后利用平导扩挖形成Ⅱ线隧道变为双线铁路，亚洲最长山岭铁路隧道和世界第7长隧道。高黎贡山隧道于2015年12月1日开工，合同总造价36.28亿元，並預計于2025年6月竣工。高黎贡山隧道工程规模、建设难度与工程风险较大，被视为铁路建设的又一里程碑工程。2017年8月28日，随着“彩云一号”隧道掘進机在高黎贡山隧道工地始发，标志着高黎贡山隧道进入全面施工阶段。2023年12月1日，高黎贡山隧道历经8年正式转入正线施工。

## 地质环境

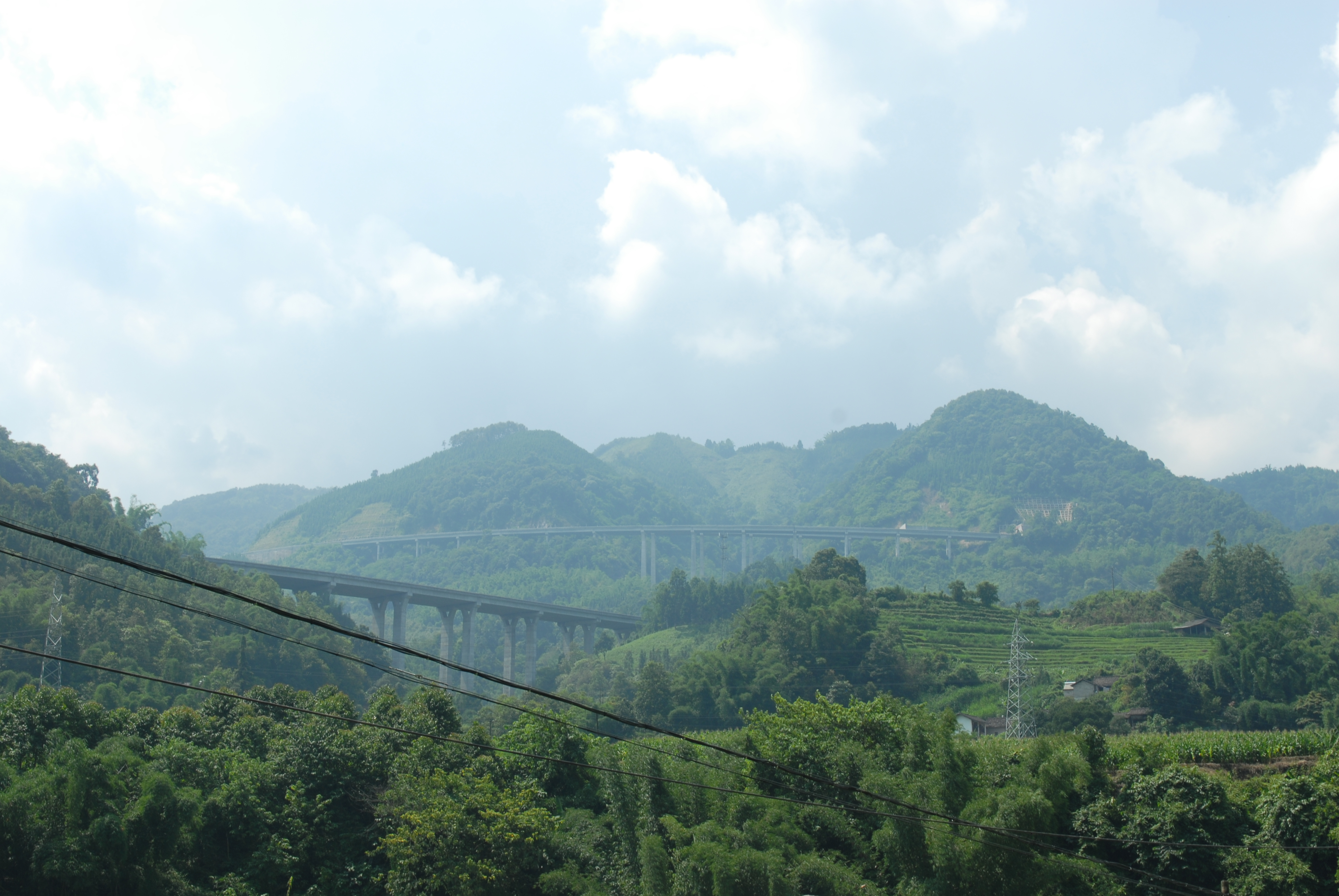
芒市与龙陵海拔相差约700米，直线距离仅15公里，图为隧道附近的高黎贡山南脉以及采用高架和隧道盘旋方式到达低海拔芒市坝的杭瑞高速公路

高黎贡山隧道地理位置特殊，位于喜马拉雅地震带，地质条件复杂，具有“三高”和“四活跃”的特征，施工难度高。隧道穿越高黎贡山南延段，属高黎贡山古生界变质岩紧密褶皱和花岗岩体高山区，山脉大体为南北走向，地表沟谷纵横，山河相间，地形起伏大。隧道进口位于怒江大峡谷西岸的悬崖峭壁上，隧道出口从1,100余米深的地下穿过龙陵县后进入芒市境内，出口处山体陡峭，属凹子地古滑坡体地层。由于芒市坝平均海拔在640米左右，远低于临近的龙陵县，使得隧道需要从山底无间隙贯穿，隧道施工将穿过18种不同的岩层、19条断层，其中2条为活动断层，存在高温热害、突水突泥、岩爆、岩溶、蚀变岩、高地应力造成的软岩大变形、断层破碎带、节理密集带、高烈度地震带、放射性物质、有害气体、滑坡、偏压、顺层等工程技术难题，为攻克诸多工程难题因而产生了38项科研成果，被誉为铁路隧道建设的“地质博物馆”。

## 设计施工

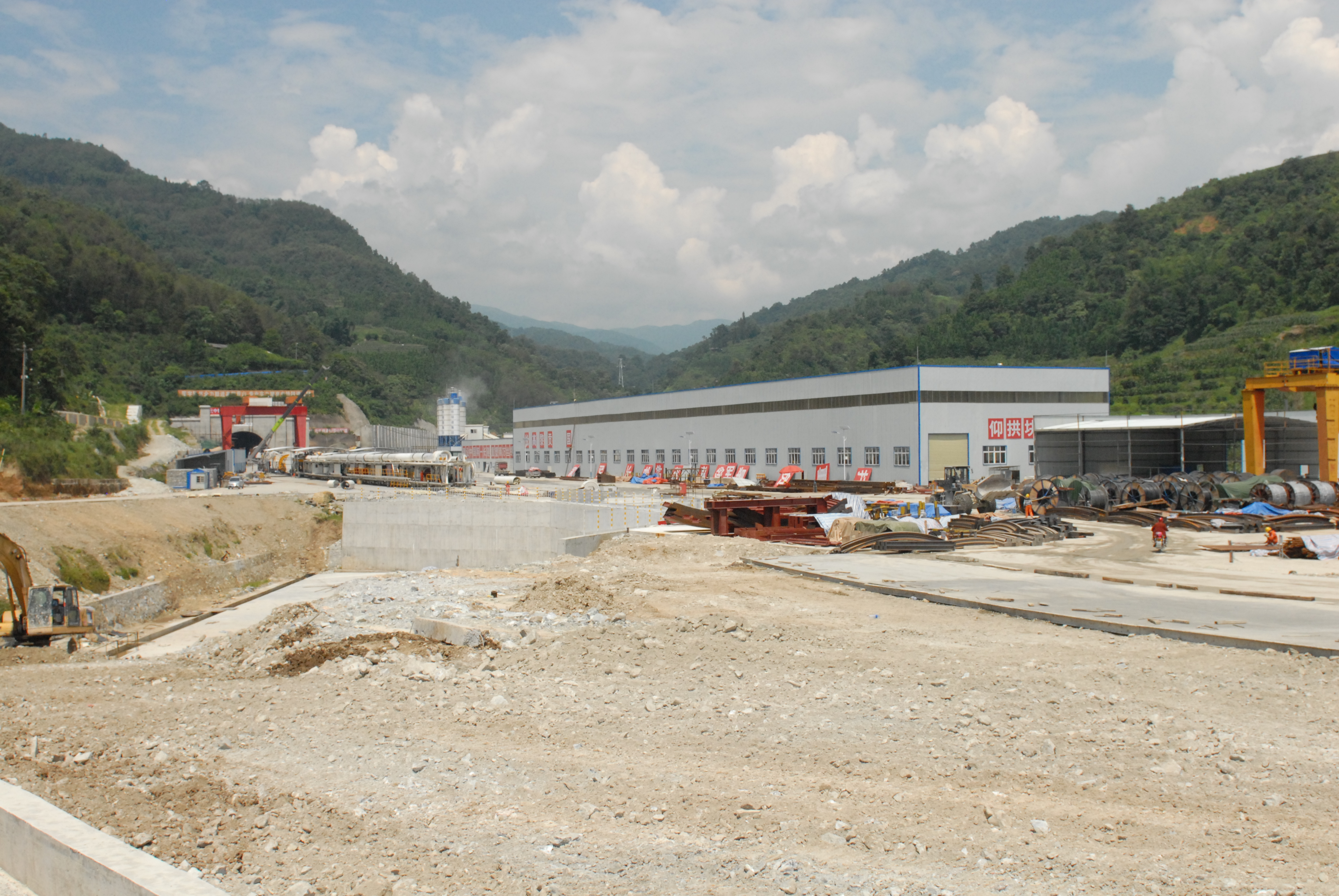
高黎贡山隧道出口的工地，白色房屋为仰拱块预制区

高黎贡山的地质条件使得普通钻爆法难以施工，于是高黎贡山隧道主要使用大直径敞开式隧道掘進機施工，全隧道采用“贯通平导+1座斜井+2座竖井”的辅助坑道设置方案。高黎贡山隧道的建设也将是中国西南地区铁路修建史上首次采用隧道掘進機施工。2017年5月27日，直径6.39米的隧道掘進機在重庆下线，此台隧道掘進機曾参与重庆轨道交通6号线的修建，累计掘进6,652米。该台“彩云一号”为中国首台再制造隧道掘进机，2017年8月28日在高黎贡山隧道顺利始发，标志高黎贡山隧道正式进入全面施工阶段。2017年11月27日，“彩云一号”掘进机开始掘进，每个月能掘进600米左右，隧道建设再次提速，同时直径达9.03米的“彩云号”掘进机也已在施工现场进行安装调试，计划将于2018年初投入正洞施工。
设计上，高黎贡山隧道在正洞的洞口设2根抗滑桩，沿线路基设105根锚固桩。2016年5月1日出口平导进洞，平导隧道断面为37平方米；2016年8月1日出口正洞进洞，正洞隧道断面为179平方米。平导与正洞的洞内掌子面设计均为V级围岩，都采用台阶法挖掘。2017年6月30日，高黎贡山隧道出口正洞双线段贯通，较预期时间提前两个月，使隧道掘进机能够按预期进场施工。截至2017年9月，高黎贡山隧道1号斜井施工已突破1,000米，预计2019年5月进入正洞；1号竖井施工突破500米，预计2018年1月进入正洞。
高黎贡山隧道进口里程为 D1K192+302 ，进口紧邻怒江特大桥，怒江站部分进入隧道进口段，进口段形成双线及三线车站隧道498米；出口里程 D1K226+840 ，位于龙陵县南凹子地，龙陵站部分进入隧道出口段，出口段形成双线车站隧道538米。全线为直线，隧道内线路纵坡为人字坡，进口段除198米的怒江车站范围为平坡外，其余地段上坡21.6公里，最大线路坡度23.5‰；出口段除240米的龙陵车站范围为平坡外，其余地段下坡长12.5公里，最大线路坡度9‰。高黎贡山隧道进口 D1K192+302 至 D1K213+500 段共21.198km采用钻爆法施工，隧道出口 D1K213+500 至 D1K226+840 段共13.34公里以及平导 PDZK215+250 至 PDZK226+838 段共11.588公里主要使用隧道掘進機施工，其中隧道掘進機施工困难段及洞口段均采用钻爆法施工，隧道出口段正洞的隧道掘進機直径为9.03m，平导的隧道掘進機直径为6.36m。

## 脚注
1. 1 2  另一说为34.538千米
2. ↑  除洞口车站段为双线或三线大跨隧道外，其余段均为单线正洞隧道Ⅰ线通车后利用平导扩挖形成Ⅱ线隧道
3. ↑  高地热、高地应力、高地震烈度
4. ↑  活跃的新构造运动、活跃的地热水环境、活跃的外动力地质条件、活跃的岸坡浅表改造过程

## 资料来源
1. 1 2 3 4 5  中铁隧道集团 大瑞铁路工程项目经理部.  (视频).  事件发生在 1分42秒. 2016年7月10日  [2017-07-30]. （原始内容存档于2022-06-10） （中文）. 中铁隧道集团承建的大瑞铁路保瑞段二标高黎贡山隧道，自怒江西岸横穿高黎贡山脉，跨龙陵县全境，进入德宏州芒市境内。
2. 1 2 3 4 5 6 7 8 9 10  中铁隧道集团有限公司大瑞铁路工程项目经理部二分部. . www.crecgec.com. 中铁鲁班商务网. 2017-04-09  [2017-07-31]. （原始内容存档于2017-08-02）.
3. 1 2 3 4 5 6  刘馨蔚. . www.yn.xinhuanet.com. 新华网. 2016-10-25  [2017-07-31]. （原始内容存档于2017-08-01）.
4. 1 2  . 云南网. 德宏团结报. 2022-05-26  [2022-06-01]. （原始内容存档于2022-06-01）.
5. 1 2 3 4 5 6 7 8 9  中国中铁二局土木水利与建筑工程学部办公室. . www.cae.cn. 中国工程院. 2016-07-05  [2017-07-31]. （原始内容存档于2017-09-03）.
6. 1 2 3  . www.guancha.cn. 中国新闻网.   [2017-07-31]. （原始内容存档于2017-08-01）.
7. ↑  . 微信公众平台.   [2022-08-03]. （原始内容存档于2022-08-03）.
8. ↑  北美生活引擎, CareerEngine. . m.posts.careerengine.us.   [2022-08-03] （中文（简体））.
9. ↑  . www.sohu.com.   [2022-08-03]. （原始内容存档于2024-12-14） （英语）.
10. ↑  李航、熊滔. . www.crtg.com. 中铁隧道集团三处有限公司. 2016-02-19  [2017-07-31].[]
11. 1 2 3 4  . www.fei123.com. 飞123网. 2017-02-09  [2017-07-31].[永久]
12. ↑  . www.baoshan.cn. 龙陵新闻网. 2017-07-06  [2017-07-31]. （原始内容存档于2017-09-03）.
13. ↑  . 中国政府网. 新华社. 2017-08-28  [2017-09-03]. （原始内容存档于2017-09-03）.
14. ↑  . 中国铁路网. 中铁隧道局集团. 2023-12-05  [2023-12-06]. （原始内容存档于2023-12-06）.
15. ↑  . 云南网. 云南日报. 2016-05-22  [2017-07-31]. （原始内容存档于2016-05-23）.
16. 1 2 3  朱边勇、杨国平. . www.dh.gov.cn. 德宏团结报. 2016-05-13  [2017-07-31]. （原始内容存档于2017-08-01）.
17. ↑  . 中国科协 新华网. 央视网. 2017-08-29  [2017-09-03]. （原始内容存档于2017-09-03）.
18. ↑  蓝玉芝. . www.dh.gov.cn. 德宏团结报. 2016-06-30  [2017-08-01]. （原始内容存档于2017-08-01）.
19. ↑  人民网. . www.dehong.gov.cn. 德宏网. 2017-06-02  [2017-07-31]. （原始内容存档于2017-08-01）.
20. 1 2  齐中熙、丁怡全. . 新华网. 新华社. 2017-08-28  [2017-09-03]. （原始内容存档于2017-08-30）.
21. ↑  陈静; 何平阳. . www.chinanews.com. 中国新闻网. 2017-11-27  [2017-12-05]. （原始内容存档于2017-12-06）.
22. ↑  . news.sina.com.cn. 央视网. 2017-11-27  [2017-12-05]. （原始内容存档于2017-12-06）.
23. ↑  张仁韬、段晨阳、何宗政、王亚峰. . www.dh.gov.cn. 德宏团结报. 2017-07-04  [2017-08-01]. （原始内容存档于2017-08-01）.
24. ↑  宋法亮、赵海雷. . 《隧道建设》2017年第A1期.   [2017-08-01]. （原始内容存档于2022-06-01）.